# Coupe de France féminine de football 2012-2013
Navigation
Édition précédente Édition suivante
La Coupe de France féminine de football 2012-2013 est la 12e édition de la Coupe de France féminine.
Il s'agit d'une compétition à élimination directe ouverte à tous les clubs de football français ayant une équipe féminine, organisée par la Fédération française de football (FFF) et ses ligues régionales.
La finale a lieu le samedi 8 juin 2013 au stade Gabriel-Montpied à Clermont-Ferrand, et voit la victoire de l'Olympique lyonnais sur l'AS Saint-Étienne sur le score de trois buts à un.

## Calendrier de la compétition
| Tour                                                      | Nom                        | Dates retenues   | Équipes participantes | Équipes restantes |
| Phase régionale                                           | Phase régionale            | Phase régionale  | Phase régionale       | Phase régionale   |
| --------------------------------------------------------- | -------------------------- | ---------------- | --------------------- | ----------------- |
| 1 à 3                                                     | Tours régionaux            | selon les ligues | ?                     | 136               |
| 4                                                         | Finales régionales         | 9 décembre 2012  | 136                   | 68                |
| Phase fédérale (entrée en lice des équipes de Division 2) |                            |                  |                       |                   |
| 5                                                         | 1er tour                   | 6 janvier 2013   | 104                   | 52                |
| Phase finale (entrée en lice des équipes de Division 1)   |                            |                  |                       |                   |
| 6                                                         | Trente-deuxièmes de finale | 27 janvier 2013  | 64                    | 32                |
| 7                                                         | Seizièmes de finale        | 17 février 2013  | 32                    | 16                |
| 8                                                         | Huitièmes de finale        | 24 mars 2013     | 16                    | 8                 |
| 9                                                         | Quarts de finale           | 28 avril 2013    | 8                     | 4                 |
| 10                                                        | Demi-finales               | 12 mai 2013      | 4                     | 2                 |
| 11                                                        | Finale                     | 8 juin 2013      | 2                     | 1                 |

## Premier tour fédéral
Le premier tour fédéral est marqué par l'entrée en lice des 35 clubs de deuxième  division qui rejoignent les 68 clubs de division de ligues et les quatre petits poucets qui évoluent en district, le Châteauneuf FC, le Dommartin Tour AFC, le Genas Azieu et La Vitréenne FC, déjà qualifiés pour ce tour de la compétition.
Les rencontres ont lieu le dimanche 6 janvier 2013 et sont marqués par la performance de l'AS Sainte-Christie/Preignan, club de division d'honneur, qui éliminent l'ES Arpajonnaise, pensionnaire de division 2.
| Date       | Club (division)                                             | Score           | Club (division)                                  |
| ---------- | ----------------------------------------------------------- | --------------- | ------------------------------------------------ |
| 06/01/2013 | Ambilly FCF (Division d'Honneur Régionale)                  | 0-5             | Aulnat Sportif (Division d'Honneur)              |
| 06/01/2013 | Dommartin Tour AFC (District)                               | 2-1             | Genas Azieu (District)                           |
| 06/01/2013 | Saint-Martin AS (Division d'Honneur)                        | 0-2             | CS Nivolas-Vermelle (Division 2)                 |
| 06/01/2013 | Le Puy Foot (Division 2)                                    | 3-0             | RCF Mâcon (Division 2)                           |
| 06/01/2013 | Nivolet FC (Division d'Honneur)                             | 2-2 (Tab : 1-3) | Claix Football (Division 2)                      |
| 06/01/2013 | AS Montmerle (Division d'Honneur)                           | 1-5             | Valence AS (Division d'Honneur)                  |
| 06/01/2013 | FC Sète (Division d'Honneur)                                | 2-4             | US Véore (Division 2)                            |
| 06/01/2013 | Etoile Aubune (Division d'Honneur)                          | 0-4             | FCF Monteux (Division 2)                         |
| 06/01/2013 | Martigues FC (Division d'Honneur Challenger)                | 0-0 (Tab : 1-4) | US Villeneuve-lès-Maguelone (Division d'Honneur) |
| 06/01/2013 | Caluire FF68 (Division d'Honneur)                           | 1-4             | FAF Marseille (Division 2)                       |
| 06/01/2013 | Châteauneuf FC (District)                                   | 1-5             | Nîmes Métropole Gard (Division 2)                |
| 06/01/2013 | Montpellier ASPTT (Division d'Honneur)                      | 2-1             | Olympique de Marseille (Division d'Honneur)      |
| 06/01/2013 | Castanet US (Promotion d'Honneur)                           | 2-3             | Union Jurançonnaise (Division d'Honneur)         |
| 06/01/2013 | Montauban FC (Promotion d'Honneur)                          | 0-1             | Limoges LF (Division d'Honneur)                  |
| 06/01/2013 | Critourien FC (Promotion d'Honneur)                         | 0-8             | ASPTT Albi (Division 2)                          |
| 06/01/2013 | AS Sainte-Christie/Preignan (Division d'Honneur)            | 3-1             | ES Arpajonnaise (Division 2)                     |
| 06/01/2013 | Bruges ES (Promotion d'Honneur)                             | 0-15            | AS Muretaine (Division 2)                        |
| 06/01/2013 | ES Champniers (Division d'Honneur)                          | 1-9             | ES Blanquefortaise (Division 2)                  |
| 06/01/2013 | US Orléans (Division d'Honneur)                             | 1-4             | Tours FC (Division d'Honneur)                    |
| 06/01/2013 | US Lucéenne (Division d'Honneur)                            | 0-10            | ESOFV La Roche-sur-Yon (Division 2)              |
| 06/01/2013 | ASF Les Verchers (Division d'Honneur)                       | 7-0             | ES Vineuil Brion (Division d'Honneur)            |
| 06/01/2013 | Saint-Barthélémy ASC (Division d'Honneur)                   | 0-3             | Corne USC (Division 2)                           |
| 06/01/2013 | FC La Rochette Vaux le Pénil (Division d'Honneur Régionale) | 0-5             | ASJ Soyaux (Division 2)                          |
| 06/01/2013 | Chamois niortais (Division d'Honneur)                       | 0-1             | ESTC Poitiers (Division 2)                       |
| 06/01/2013 | Nantes Saint-Herblain FF (Division 2)                       | 2-2 (Tab : 3-4) | Le Mans FC (Division 2)                          |
| 06/01/2013 | FC Flérien (Division d'Honneur)                             | 1-2             | Quimper Kerfeunteun FC (Division 2)              |
| 06/01/2013 | L'Ernéenne (Division d'Honneur)                             | 2-9             | FC Lorient (Division d'Honneur)                  |
| 06/01/2013 | Ploërmel FC (Division d'Honneur)                            | 0-3             | CBOSL Football (Division 2)                      |
| 06/01/2013 | FC Bergot (Division d'Honneur)                              | 0-4             | US Saint-Malo (Division d'Honneur)               |
| 05/01/2013 | La Vitréenne FC (District)                                  | 1-3             | FA Laval (Division d'Honneur)                    |
| 06/01/2013 | ESM Gonfreville (Division d'Honneur)                        | 2-1             | ES 16e Paris (Division d'Honneur)                |
| 06/01/2013 | Beauvais ASBO (Division d'Honneur)                          | 1-9             | VGA Saint-Maur (Division d'Honneur)              |
| 06/01/2013 | Evry FC (Division d'Honneur)                                | 4-0             | SC Thiberville (Division d'Honneur)              |
| 06/01/2013 | FC Rouen (Division 2)                                       | 0-0 (Tab : 3-4) | FCF Val d'Orge (Division 2)                      |
| 06/01/2013 | ESC Longueau (Division d'Honneur)                           | 2-8             | ES Cormelles-le-Royal (Division 2)               |
| 06/01/2013 | FC Domont (Division d'Honneur)                              | 1-2             | FCF Condéen (Division 2)                         |
| 06/01/2013 | US Gravelines (Division 2)                                  | 1-6             | FCF Hénin-Beaumont (Division 2)                  |
| 06/01/2013 | CA Paris (Division d'Honneur)                               | 1-2             | Amiens SC (Division 2)                           |
| 06/01/2013 | FC Templemars (Division 2)                                  | 0-1             | US Compiègne (Division 2)                        |
| 06/01/2013 | FC Lillers (Division d'Honneur)                             | 0-2             | AS Montigny (Division 2)                         |
| 06/01/2013 | Leers omnisports (Division d'Honneur)                       | 1-4             | Val d'Europe FC (Division d'Honneur)             |
| 06/01/2013 | Lumbres Olympique (Division d'Honneur)                      | 2-3             | Boulogne USCCO (Division d'Honneur)              |
| 06/01/2013 | Le Perreux AS (Division d'Honneur Régionale)                | 0-1             | Saint-Memmie Olympique (Division d'Honneur)      |
| 06/01/2013 | US Rouvroy (Division d'Honneur)                             | Exempté         |                                                  |
| 06/01/2013 | FC Monswiller (Excellence)                                  | 0-2             | Dijon FCO (Division 2)                           |
| 06/01/2013 | EN Saint-Avold (Division d'Honneur)                         | Forfait         | FC Woippy (Division d'Honneur)                   |
| 06/01/2013 | US Saint-Vit (Division d'Honneur)                           | 1-5             | CS Mars Bischheim (Division 2)                   |
| 06/01/2013 | Oberhergheim FC (Excellence)                                | 0-2             | Besançon RC (Division d'Honneur)                 |
| 06/01/2013 | AS Châtenoy-le-Royal (Division d'Honneur)                   | 1-5             | ASSF Épinal (Division 2)                         |
| 06/01/2013 | Saint-Max Essey FC (Division d'Honneur)                     | 0-3             | US Blanzynoise (Division 2)                      |
| 06/01/2013 | ASCA Wittelsheim (Division d'Honneur)                       | 6-3             | Hesingue US (Division d'Honneur)                 |
| 06/01/2013 | Wolxheim CS (Excellence)                                    | 0-5             | AS Algrange (Division 2)                         |

## Trente-deuxièmes de finale
Les trente-deuxièmes de finale sont marqués par l'entrée en lice des 12 clubs de la première division qui rejoignent les 29 clubs de deuxième division, les 22 clubs de division honneur et le Dommartin Tour AFC, seule équipe du niveau district, déjà qualifiés pour ce tour de la compétition.
Les rencontres ont lieu le dimanche 27 janvier 2013, à l'exception du match opposant l'ESM Gonfreville au FCF Juvisy joué la veille et des matchs reportés pour des raisons climatiques, et sont marqués par la performance du VGA Saint-Maur, club de division d'honneur, qui éliminent le FF Issy, pensionnaire de division 1.
| Date       | Club (division)                                  | Score           | Club (division)                                  |
| ---------- | ------------------------------------------------ | --------------- | ------------------------------------------------ |
| 26/01/2013 | ESM Gonfreville (Division d'Honneur)             | 0-10            | FCF Juvisy (Division 1)                          |
| 27/01/2013 | Dommartin Tour AFC (District)                    | 1-3             | Besançon RC (Division d'Honneur)                 |
| 27/01/2013 | ASSF Épinal (Division 2)                         | 0-13            | Olympique lyonnais (Division 1)                  |
| 27/01/2013 | Saint-Memmie Olympique (Division d'Honneur)      | 0-4             | Dijon FCO (Division 2)                           |
| 27/01/2013 | US Blanzynoise (Division 2)                      | 2-2 (Tab : 1-4) | FC Vendenheim (Division 1)                       |
| 27/01/2013 | CS Mars Bischheim (Division 2)                   | 2-0             | AS Algrange (Division 2)                         |
| 27/01/2013 | ASJ Soyaux (Division 2)                          | 7-1             | AS Muretaine (Division 2)                        |
| 27/01/2013 | Limoges LF (Division d'Honneur)                  | 0-2             | ESTC Poitiers (Division 2)                       |
| 27/01/2013 | Union Jurançonnaise (Division d'Honneur)         | 0-4             | ASPTT Albi (Division 2)                          |
| 27/01/2013 | ESOFV La Roche-sur-Yon (Division 2)              | 0-2             | Rodez AF (Division 1)                            |
| 27/01/2013 | Tours FC (Division d'Honneur)                    | 3-0             | AS Sainte-Christie/Preignan (Division d'Honneur) |
| 27/01/2013 | ES Blanquefortaise (Division 2)                  | 2-2 (Tab : 1-3) | Toulouse FC (Division 1)                         |
| 27/01/2013 | Le Mans FC (Division 2)                          | 0-2             | Quimper Kerfeunteun FC (Division 2)              |
| 27/01/2013 | FC Lorient (Division d'Honneur)                  | 3-0             | Evry FC (Division d'Honneur)                     |
| 27/01/2013 | US Saint-Malo (Division d'Honneur)               | 3-0             | CBOSL Football (Division 2)                      |
| 27/01/2013 | FA Laval (Division d'Honneur)                    | 2-1             | ASF Les Verchers (Division d'Honneur)            |
| 27/01/2013 | Corne USC (Division 2)                           | 0-5             | EA Guingamp (Division 1)                         |
| 27/01/2013 | Valence AS (Division d'Honneur)                  | 0-0 (Tab : 3-1) | Nîmes Métropole Gard (Division 2)                |
| 27/01/2013 | Montpellier ASPTT (Division d'Honneur)           | 1-3             | FF Yzeure (Division 1)                           |
| 27/01/2013 | Claix Football (Division 2)                      | 2-1             | Le Puy Foot (Division 2)                         |
| 27/01/2013 | CS Nivolas-Vermelle (Division 2)                 | 1-4             | Montpellier HSC (Division 1)                     |
| 27/01/2013 | FAF Marseille (Division 2)                       | 0-4             | FCF Monteux (Division 2)                         |
| 27/01/2013 | Aulnat Sportif (Division d'Honneur)              | 1-5             | AS Saint-Étienne (Division 1)                    |
| 27/01/2013 | US Villeneuve-lès-Maguelone (Division d'Honneur) | 5-1             | US Véore (Division 2)                            |
| 27/01/2013 | VGA Saint-Maur (Division d'Honneur)              | 4-2             | FF Issy (Division 1)                             |
| 27/01/2013 | Val d'Europe FC (Division d'Honneur)             | 0-4             | Amiens SC (Division 2)                           |
| 27/01/2013 | ES Cormelles-le-Royal (Division 2)               | 1-5             | FCF Val d'Orge (Division 2)                      |
| 30/01/2013 | AS Montigny (Division 2)                         | 0-9             | Paris SG (Division 1)                            |
| 30/01/2013 | FCF Hénin-Beaumont (Division 2)                  | 2-1             | Arras FCF (Division 1)                           |
| 03/02/2013 | FC Woippy (Division d'Honneur)                   | 3-2             | ASCA Wittelsheim (Division d'Honneur)            |
| 03/02/2013 | US Compiègne (Division 2)                        | 9-0             | Boulogne USCCO (Division d'Honneur)              |
| 10/02/2013 | FCF Condéen (Division 2)                         | 0-2             | US Rouvroy (Division d'Honneur)                  |

## Seizièmes de finale
Lors des seizièmes de finale, il ne reste plus que 10 clubs de première division accompagnées de 12 clubs de deuxième division et de 9 clubs de division d'honneur.
Les rencontres ont lieu le dimanche 17 février 2013 à l'exception des matchs reportés pour des raisons climatiques et sont marqués une nouvelle fois par la performance du VGA Saint-Maur, club de division d'honneur qui élimine le Dijon FCO, pensionnaire de division 2.
| Date       | Club (division)                                  | Score           | Club (division)                     |
| ---------- | ------------------------------------------------ | --------------- | ----------------------------------- |
| 17/02/2013 | Toulouse FC (Division 1)                         | 2-1             | FCF Monteux (Division 2)            |
| 17/02/2013 | Montpellier HSC (Division 1)                     | 9-0             | ASPTT Albi (Division 2)             |
| 17/02/2013 | EA Guingamp (Division 1)                         | 2-1             | Quimper Kerfeunteun FC (Division 2) |
| 17/02/2013 | FF Yzeure (Division 1)                           | 4-0             | ESTC Poitiers (Division 2)          |
| 17/02/2013 | Besançon RC (Division d'Honneur)                 | 0-10            | AS Saint-Étienne (Division 1)       |
| 17/02/2013 | Valence AS (Division d'Honneur)                  | 0-5             | Rodez AF (Division 1)               |
| 17/02/2013 | US Saint-Malo (Division d'Honneur)               | 0-7             | FCF Juvisy (Division 1)             |
| 17/02/2013 | Amiens SC (Division 2)                           | 2-3             | FCF Val d'Orge (Division 2)         |
| 17/02/2013 | VGA Saint-Maur (Division d'Honneur)              | 2-1             | Dijon FCO (Division 2)              |
| 17/02/2013 | US Villeneuve-lès-Maguelone (Division d'Honneur) | 0-1             | Claix Football (Division 2)         |
| 17/02/2013 | FC Lorient (Division d'Honneur)                  | 1-2             | ASJ Soyaux (Division 2)             |
| 17/02/2013 | FA Laval (Division d'Honneur)                    | 0-2             | US Compiègne (Division 2)           |
| 17/02/2013 | Tours FC (Division d'Honneur)                    | 0-6             | Paris SG (Division 1)               |
| 20/02/2013 | FC Vendenheim (Division 1)                       | 4-2             | CS Mars Bischheim (Division 2)      |
| 20/02/2013 | FC Woippy (Division d'Honneur)                   | 0-16            | Olympique lyonnais (Division 1)     |
| 20/02/2013 | US Rouvroy (Division d'Honneur)                  | 0-0 (Tab : 3-5) | FCF Hénin-Beaumont (Division 2)     |

## Huitièmes de finale
Lors des huitièmes de finale, il ne reste plus que 10 clubs de première division accompagnées de 5 clubs de deuxième division et du petit poucet qui évolue en division d'honneur, le VGA Saint-Maur.
Les rencontres ont lieu le week-end du 24 mars 2013 et sont marquées par le derby entre le Paris SG et le FCF Juvisy qui se termine par une victoire des premières sur le score de deux buts à zéro.
| Date       | Club (division)                     | Score           | Club (division)                 |
| ---------- | ----------------------------------- | --------------- | ------------------------------- |
| 23/03/2013 | Paris SG (Division 1)               | 2-0             | FCF Juvisy (Division 1)         |
| 24/03/2013 | AS Saint-Étienne (Division 1)       | 2-0             | Toulouse FC (Division 1)        |
| 24/03/2013 | Rodez AF (Division 1)               | 0-4             | Montpellier HSC (Division 1)    |
| 24/03/2013 | FF Yzeure (Division 1)              | 1-1 (Tab : 3-2) | FC Vendenheim (Division 1)      |
| 24/03/2013 | Olympique lyonnais (Division 1)     | 11-0            | ASJ Soyaux (Division 2)         |
| 24/03/2013 | US Compiègne (Division 2)           | 1-2             | EA Guingamp (Division 1)        |
| 24/03/2013 | FCF Val d'Orge (Division 2)         | 1-5             | FCF Hénin-Beaumont (Division 2) |
| 24/03/2013 | VGA Saint-Maur (Division d'Honneur) | 0-4             | Claix Football (Division 2)     |

## Quarts de finale
Lors des quarts de finale, il ne reste plus que 6 clubs de première division accompagnées de 2 clubs de deuxième division, le FCF Hénin-Beaumont et le Claix Football.
Le tirage au sort a lieu le 9 avril 2013, en même temps que celui des demi-finales.
Les rencontres ont lieu le week-end du 28 avril 2013.
| Date       | Club (division)                 | Score | Club (division)                 |
| ---------- | ------------------------------- | ----- | ------------------------------- |
| 28/04/2013 | FF Yzeure (Division 1)          | 0-2   | Paris SG (Division 1)           |
| 27/04/2013 | Claix Football (Division 2)     | 0-3   | AS Saint-Étienne (Division 1)   |
| 27/04/2013 | FCF Hénin-Beaumont (Division 2) | 0-6   | Olympique lyonnais (Division 1) |
| 28/04/2013 | EA Guingamp (Division 1)        | 1-3   | Montpellier HSC (Division 1)    |

## Demi-finales
Le tirage au sort a lieu le 9 avril 2013, en même temps que celui des quarts de finale.
Lors des demi-finales il ne reste plus que 4 clubs de première division dont trois des favoris de la compétition, l'Olympique lyonnais, le Paris SG et le Montpellier HSC.
Les rencontres ont lieu le week-end du 11 et 12 mai 2013 et voit l'AS Saint-Étienne créer la surprise en s'imposant face au Paris SG deux buts à zéro, alors que le match entre le Montpellier HSC et l'Olympique lyonnais fait l'objet d'une erreur technique de l'arbitre du match lors de la séance de tirs au but qui refuse par méconnaissance du règlement un but valable à Rumi Utsugi (1-1 Tab : 5-6). Malgré sa qualification, le président lyonnais propose de rejouer le match, ce qui est finalement accepté par la fédération.
| Date       | Club (division)               | Score | Club (division)                 |
| ---------- | ----------------------------- | ----- | ------------------------------- |
| 11/05/2013 | AS Saint-Étienne (Division 1) | 2-0   | Paris SG (Division 1)           |
| 05/06/2013 | Montpellier HSC (Division 1)  | 0-4   | Olympique lyonnais (Division 1) |

## Finale
La finale oppose deux clubs de première division, l'AS Saint-Étienne déjà vainqueur de la compétition en 2011 et l'Olympique lyonnais, quadruple vainqueur et tenant du titre.
| 8 juin 2013 | Olympique lyonnais                                            | 3-1   | AS Saint-Étienne     | Stade Gabriel-Montpied, Clermont-Ferrand |                          |
|             | 44e Lotta Schelin · 58e Wendie Renard · 75e Eugénie Le Sommer | (1-0) | 63e Audrey Chaumette | Arbitrage : Dorothée Ily                 | Arbitrage : Dorothée Ily |

| G               | 1  | Sarah Bouhaddi    |      |     |
| D               | 3  | Wendie Renard     |      |     |
| D               | 5  | Sabrina Viguier   |      |     |
| D               | 7  | Sonia Bompastor   |      | 81e |
| M               | 2  | Lara Dickenmann   |      |     |
| M               | 4  | Camille Abily     |      |     |
| M               | 6  | Élise Bussaglia   |      |     |
| M               | 10 | Louisa Necib      |      |     |
| M               | 11 | Amel Majri        | 22e0 | 46e |
| A               | 8  | Lotta Schelin     |      | 57e |
| A               | 7  | Eugénie Le Sommer |      |     |
| Remplacements : |    |                   |      |     |
| M               | 14 | Megan Rapinoe     |      | 46e |
| A               | 12 | Elodie Thomis     |      | 57e |
| D               | 13 | Corine Franco     |      | 81e |
| Entraîneur :    |    |                   |      |     |
| Patrice Lair    |    |                   |      |     |

| G               | 1  | Méline Gérard      |  |     |
| D               | 3  | Amandine Soulard   |  |     |
| D               | 4  | Charlotte Lorgeré  |  |     |
| D               | 5  | Julie Debever      |  | 56e |
| M               | 2  | Charlotte Gauvin   |  | 81e |
| M               | 6  | Aude Moreau        |  |     |
| M               | 8  | Amélie Barbetta    |  |     |
| M               | 10 | Maéva Clemaron     |  |     |
| A               | 7  | Rose Lavaud        |  |     |
| A               | 9  | Candice Gherbi     |  | 67e |
| A               | 11 | Audrey Chaumette   |  |     |
| Remplacements : |    |                    |  |     |
| D               | 7  | Morgane Courteille |  | 56e |
| A               | 2  | Léonie Fleury      |  | 67e |
| D               | 11 | Ophélie Brevet     |  | 81e |
| Entraîneur :    |    |                    |  |     |
| Hervé Didier    |    |                    |  |     |